# Takamori (Nagano)
Takamori (jap. 高森町 Takamori-machi) – miasto w Japonii, na wyspie Honsiu, w prefekturze Nagano. Według danych na rok 2020 miejscowość zamieszkiwało 12 811 mieszkańców , a gęstość zaludnienia wyniosła 282,4 os./km².